# Si demain... (Turn Around)
Si demain... (Turn Around) è il primo singolo dell'album Simply Believe della cantante Bonnie Tyler, pubblicato nel dicembre 2003.
Si tratta di una nuova versione, in duetto con Kareen Antonn, del mega hit Total Eclipse of the Heart, pubblicato nel 1983 dalla sola Tyler.
Il singolo ha venduto circa 500 000 copie in Francia e 2.000.000 nel mondo. Ha raggiunto la prima posizione delle classifiche francesi e belghe e viene certificato disco di platino. È stato anche primo in Polonia.

## Versioni ufficiali
1. Si demain... (Turn Around) (Single Version) - 3:54
2. Si demain... (Turn Aronud) (Album Version) - 4:11
3. Si demain... (Turn Aronud) (Kareen Antonn) - 3:54